# Верный (канонерская лодка)
«Верный» — советская речная канонерская лодка, оборудованная из мобилизованного парового колёсного буксира. В августе 1941 года отличилась в боях по ликвидации немецкого плацдарма у села Окуниново на Днепре.

## История службы
Паровой колёсный буксир был построен на заводе «Юнион Гиссеряй» (Германия) в 1898 году для коммерческих перевозок. В этой роли он плавал по Днепру до 1919 года.
Во время гражданской войны, когда в феврале 1919 года РККА вытеснила из Киева войска УНР, пароход был национализирован. Уже в марте 1919 года «Верный» мобилизовали и вооружили двумя 76-мм орудиями и шестью 7,62-мм пулемётами. С апреля 1919 года бронепароход «Верный» находился в составе Днепровской военной флотилии. Весной-летом корабль участвует в боях с отрядами атаманов Григорьева, Зелёного и Струка. 3 июля 1919 года провёл свой первый бой против деникинцев у Екатеринослава, а 2 октября — у Окуниново с кораблями деникинской флотилии.
6 октября 1919 года бронепароход получил новое имя «Гневный», более крупные 120-мм орудия и вошёл в класс «тяжёлых канонерских лодок». Экипаж состоял почти исключительно из уроженцев Латвии. Весной 1920 года «Гневный» находился в ремонте. С июня 1920 года он участвовал в советско-польской войне в районе населённых пунктов Ходоров — Триполье. А уже в конце августа корабль разоружили, с 1921 года он плавал по Днепру в качестве буксира..
В 1925 году буксир снова переименовали в «Верный», вооружили 102-мм орудиями и включили в состав отряда судов реки Днепр. С 27 июня 1931 года «Верный» в составе Днепровской военной флотилили, а с 17 июля 1940 года — в составе Пинской военной флотилии (ПВФ).
Первый день войны с Германией «Верный» встретил на полигоне у села Кальное и в тот же день участвовал в отражении немецкого авианалёта на Киев. По приказу командующего ПВФ, контр-адмирала Рогачёва, данному 4 июля 1941 года, корабль переходит на реку Припять в район Дорошевичи. До 18 июля канонерка была флагманским кораблём флотилии. 7 июля «Верный» находился близ местечка Речица.
11 июля 1941 года канонерку включили в состав Днепровского отряда речных кораблей (ОРК) Пинской военной флотилии (ПВФ) для действий на участке Триполье — Ржищев — Канев. 29 июля корабль оказывает огневую поддержку советским войскам при обороне Ходорова, а 8 августа действует в районе города Ржищев. 10 августа корабль действует на участке Кременчуг — Черкассы. Утром 11 августа «Верный» участвует с канонерской лодкой «Передовой» в неудачном огневом бое с немецкой противотанковой батареей, а около полудня с успехом прорывается через ещё один заслон южнее Черкасс, разбив один понтонный парк противника.

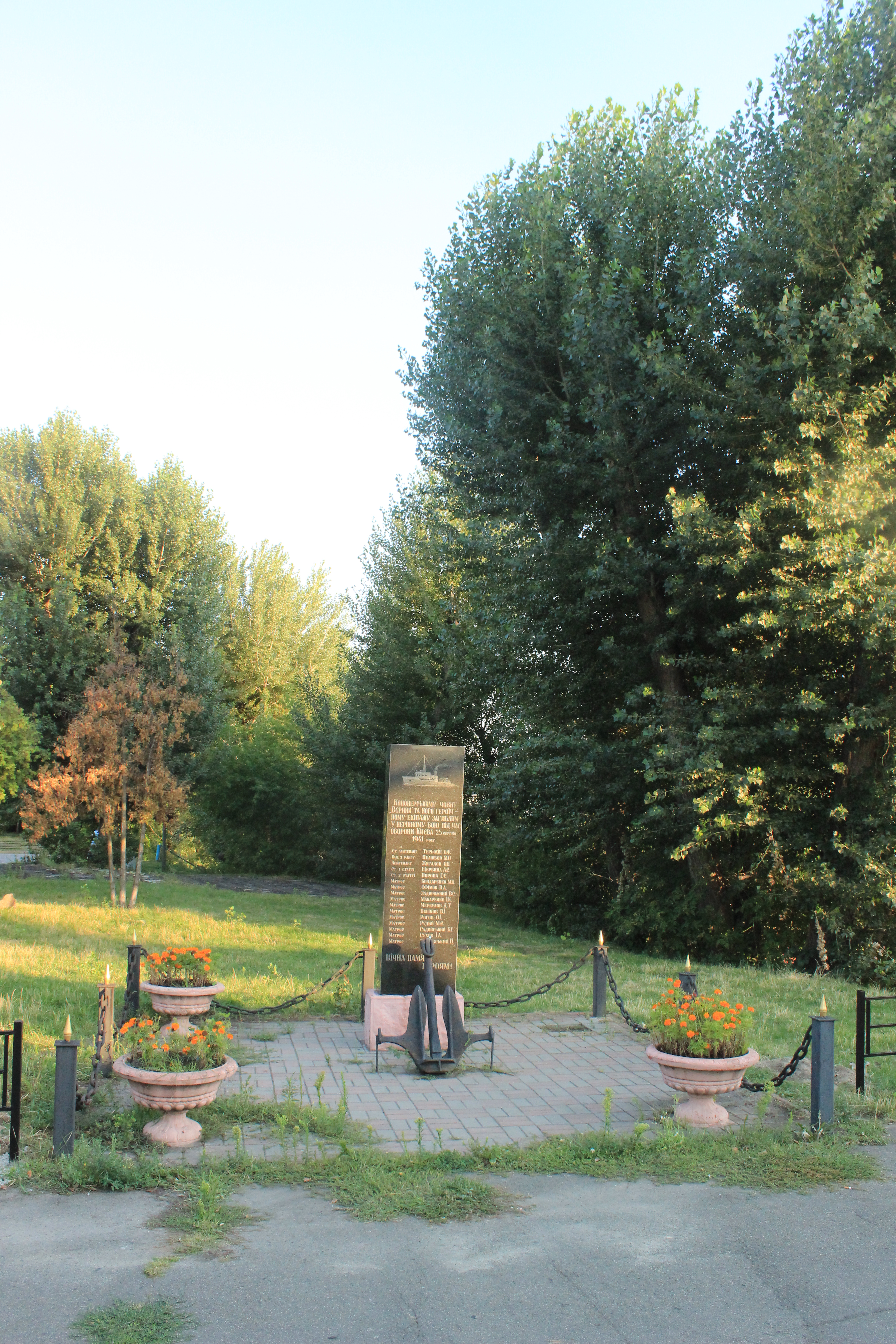
Памятник экипажу канонерки «Верный», Киев (изображение корабля на памятнике не соответствует действительности).

В середине августа противник вышел непосредственно к Днепру и захватил город Канев. Таким образом ПВФ была вынуждена провести операцию с целью прорыва кораблей и суден в Киев с юга. Днепровский ОКР осуществил 17—19 августа 1941 года так называемый Каневский прорыв из Канева в Киев. Данную операцию поддержали действиями войск связи, полевой и тяжёлой артиллерией сухопутных войск, действовавших с восточного берега Днепра. В целом прорыв оказался удачным, а потери — минимальными. «Верный» потерь во время прорыва не понёс. По прибытии в Киев корабль находился на ремонте до 20 августа.
23 августа «Верный» по приказу выдвинулся на север к селу Окуниново на прикрытие днепровской переправы.
Вечером 23 августа передовой отряд 111-й пехотной дивизии немцев, усиленный самоходными орудиями StuG III, опрокинул отступающие по приказу, но плохо организованные части 27-го стрелкового корпуса 37-й армии Юго-Западного фронта и захватил плацдарм на левом берегу Днепра у села Окуниново. Таким образом корабли ПВФ, действовавшие севернее, оказались отрезаны от Киева, где в то время находился штаб флотилии. Советское командование узнало о неудаче лишь утром 24 августа. Тогда же был дан ряд приказаний, в том числе авиации и кораблям ПВФ любой ценой уничтожить окуниновский мост, оказавшийся в руках противника.
Днём 24 августа канонерская лодка «Верный», заняв позицию в 5 км южнее моста, открыла по нему огонь. Около 17:00 артиллеристы корабля попали в одну из опор моста. В 18:00 канонерка накрыла огнём немецкую колонну из 20-25 автомашин, уничтожив часть транспорта. В это же время канонерская лодка «Кремль» вела огонь по мосту с севера. В результате совместный действий кораблей ПВФ и авиации одна из ферм моста обрушилась.
Днём 25 августа недалеко от села Сухолучье «Верный» попал под немецкий авиаудар. При этом экипаж корабля смог подбить один самолёт, а ещё один повредить. Вскоре последовал второй налёт, и канонерка получила 2-3 прямых попадания и затонула около 14:00 на 1030-м километре Днепра. Среди экипажа было 9 убитых, 11 пропавших без вести, 9 раненых. В числе погибших оказался командир корабля, старший лейтенант Терёхин А. Ф.
31 августа канонерку исключили из списков кораблей ВМФ по приказу командующего флотом. В 1940-е года останки корабля были сданы на металлолом.

## Командиры корабля
По неполным данным должность командира корабля исполняли:
- старший лейтенант Баст Е. З.: 25 мая 1935 - 27 октября 1936 г.
- лейтенант Максименко К. В.: 5 августа 1936 - 10 марта 1938 г.
- старший лейтенант Терёхин А.Ф.: 1939 - 25 августа 1941 г.

## Известные люди служившие на корабле
- Гущин, Алексей Матвеевич

## Память
- В Киеве в честь командира корабля, лейтенанта Терёхина, названа улица.
- В киевском парке моряков[укр.] установлен памятник экипажу канонерки.